# Marie-Antoinette Rose
Marie-Antoinette Rose là thành viên của Quốc hội Seychelles. Là một nhà báo chuyên nghiệp, bà là thành viên của Mặt trận Tiến bộ Nhân dân Seychelles, và lần đầu tiên được bầu vào Hội đồng vào năm 2006 theo tỷ lệ thuận; bà được chọn lại vào năm 2007.